# Testamento de Adán
El Testamento de Adán es una obra cristiana de pseudoepigrafía del Antiguo Testamento que data de los siglos II al V d. C., compuesta quizás en las comunidades cristianas de Siria. Pretende relatar las últimas palabras de Adán a su hijo Set. Set registra el testamento y luego entierra el relato en la legendaria Cueva de los Tesoros. Adán habla de la oración y de las partes de la creación que alaban a Dios cada hora del día. Luego profetiza tanto la venida del Mesías como el Gran Diluvio; y finalmente, se da una descripción de la jerarquía celestial de los ángeles.
Es probable que la obra se escribiera originalmente en siríaco. Existen manuscritos en siríaco, árabe, etíope, armenio, georgiano, griego y karshuni. El manuscrito más antiguo que se conserva data del siglo IX y parece haber tres recensiones principales del texto. 